# دائرة عين البرد
دائرة عين البرد دائرة إدارية في ولاية سيدي بلعباس شمال غرب الجزائر. مركزها وأهم بلدياتها عين البرد.